# Broforce
Broforce — компьютерная игра в жанре платформер в формате 2D от компании Free Lives Games, ранний доступ которой вышел 7 апреля 2014 года, для Playstation 4 и PC с операционной системой Windows. Релиз состоялся 15 октября 2015 года, а для Nintendo Switch 6 сентября 2018 года.

## Геймплей
В игре множество протагонистов, называющих себя «Бро» (англ. «Bro» — разговорное выражение, сокращение от слова «Brother»). Broforce — отряд коммандос, борющихся с террористами и спасающих других Бро из плена. Миссия считается законченной, когда Бро убьют злого босса или сатану, поднимут на базе врага американский флаг и улетят на вертолёте, после чего уровень взрывается.
Бро являются пародиями на реально существующих героев боевиков (в основном боевиков 80-х и 90-х), таких как Рэмбо, Терминатор, Джон Макклейн, Чак Норрис и т. д. с добавлением приставки «бро» в имена героев. Например, «Рэмбро» является пародией на Рэмбо, «Бробокоп» — на Робокопа. Команда Broforce находится под управлением «Нельсона Бродела».
Каждый герой имеет одну основную бесконечную атаку и одну дополнительную, требующую перезарядки, но гораздо более мощную, чем основная. Также у каждого героя есть оружие ближнего боя, при помощи которого он может карабкаться по вертикальным поверхностям. Почти всё окружение на уровне разрушаемое. В игре присутствует стелс-элемент: врагов можно привлечь громким звуком к одному месту, чтобы обойти их в другом, некоторые персонажи имеют специальные привлекающие атаки, также можно прятаться в высокой траве. Из ловушек, например, можно, выманив врагов на деревянный мост, поджечь его. Но в игре стелс-составляющая опциональна, так как Бро достаточно сильны, чтобы перебить множество врагов даже в рукопашную, способны упасть с любой высоты и не разбиться (кроме падения за уровень), некоторые персонажи достаточно ловкие и могут исполнять различные акробатические трюки, вроде отталкивания от стен и потолков, двойных прыжков и способны пережить небольшой взрыв. Однако достаточно одного попадания противника, как Бро погибает.
В одиночном режиме, в случае смерти, если игрок не поднял ни одного флага, представляющих собой чекпоинты, приходится начинать уровень сначала.
Мультиплеер реализован в качестве игры от двух до четырёх игроков на одном компьютере/консоли или по сети. Если один из игроков погибает, другой может спасти Бро из плена. Тогда за спасённого Бро будет играть погибший игрок. Если погибнут все игроки, придётся начинать уровень сначала.

## Об игре
Графика игры — двумерная, спрайтовая, чтобы создавать атмосферу 80-х годов. Игра получила множество положительных отзывов. Создатели игры признались, что сначала хотели создать игру, действие которой происходило бы в космосе, на космическом корабле, чтобы главными героями были космонавты, выживающие среди монстров и инопланетян, также, чтобы важную роль в игре имели невесомость и разгерметизация. Но эта идея была отклонена, так как не все разработчики были согласны с таким сеттингом и в итоге было решено сделать игру-пародию на старые боевики. Хотя они и не были уверены в успехе такой игры, разработчики заявили, что такой жанр им ближе к сердцу. Но опасения были напрасными — игра пришлась игрокам по нраву. Бесплатная демо-версия игры под названием «Brototype» общедоступна на официальном сайте разработчиков. Итоговая версия игры «Broforce» включает в себя редактор карт, deathmatch и улучшенную графику.

## Expendabros
Кроссовер, выпущенный Free Lives Games 5 августа 2014 года. Бесплатно доступен в Steam до 31 декабря 2014 года.
Expendabros — пародия на недавно выпущенный фильм «Expendables 3». В игру добавлено 7 новых персонажей, новые виды противников и ловушек. В качестве антагониста выступил Konrad Stonebanks, являющийся пародией на Мела Гибсона. Игра обладает своим небольшим сюжетом, подаваемым в виде небольших интерактивных комиксов, показываемых между миссиями. Кроме стандартного геймплея Broforce, в кроссовер добавили несколько мини-игр, например QTE-сцена, в которой главные герои, должны были выбраться из спутывающих их верёвок.

## Alien Infestation
В феврале 2015 года, вышло обновление «Broforce: Alien Infestation». Оно добавляет в игру новых противников и сюжетную кампанию. По сюжету, команда Broforce отправляется на очередную базу террористов для её уничтожения, но они обнаруживают, что террористы подвержены атаке чужих из одноимённого фильма. Оказывается, пришельцы уже давно живут на Земле, обитая под землёй, в пещерах, где они устроили себе улей. Broforce отправляются в улей монстров, намереваясь остановить готовящееся инопланетное вторжение. В итоге они побеждают огромного монстра-чужого, похожего на гигантского «грудолома» из фильма и на аналогичного босса из игры «Contra». Первые уровни кампании такие же как и в основной кампании «Broforce» — коммандос движутся по уровню, уничтожая огромное количество противников, по пути нанося огромные разрушения окружению. Последующие уровни «Alien Infestation», когда герои спускаются в подземелья, несколько отличаются от остальной игры благодаря новым элементам геймплея — теперь игроку предстоит не просто двигаться по уровню, уничтожая врагов, но и избегать ловушек инопланетян, из-за чего игра становится больше похожей на аркадное приключение, нежели на шутер, хотя уничтожение врагов по пути никуда не делось, а наоборот стало разнообразнее благодаря новому виду врагов — Чужим. Они гораздо сильнее террористов благодаря возможности быстро двигаться, ползать по вертикальным поверхностям и разбрызгивать струи кислотной крови после смерти, нанося повреждения ландшафту, тем самым затрудняя передвижение по уровню. Есть разновидность Чужих «Лицехват», которая вылупляется из яиц монстров, раскиданных по уровню, если их потревожить. Лицехваты опасны из-за их атаки — они, как в фильме, набрасываются на голову игрока и врагов-террористов, из-за чего тот заражается, умирает и из него рождается новый Чужой. «Broforce: Alien Infestation» атмосферой старых игр и окружением напоминает «Contra» (который в свою очередь берёт Чужих из фильма), а сюжет с коммандос, прилетевших уничтожать террористов, но натыкающихся на инопланетян, напоминает фильм «Хищник».

## Отзывы
| Сводный рейтинг    | Сводный рейтинг                   |
| Агрегатор          | Оценка                            |
| ------------------ | --------------------------------- |
| GameRankings       | PC: 82,47 % PS4: 64,60 %          |
| Metacritic         | PC: 83/100 PS4: 68/100 NS: 74/100 |
| Иноязычные издания |                                   |
| Издание            | Оценка                            |
| IGN                | 8.8/10                            |
| PC Gamer (US)      | 78/100                            |
| The Escapist       | [ 9 ]                             |

Джеффри Матулеф из Eurogamer назвал демо-версию игры «мгновенно захватывающим возвращением к ретроиграм» и отметил уникальность ее разрушаемого окружения. Несколько журналистов сравнили игру с Terraria. IGN оценила игру в 8,8 балла из 10, заметив, что «Под плохими каламбурами и выпуклыми бицепсами Broforce скрывается блестящая ода боевикам и ретро-играм. The Escapist вознаградила игру в четыре с половиной звезды из пяти, писав: «Broforce — это глупое, но искреннее любовное письмо к культовым боевикам, доведенное до совершенства богатым окружением и великолепно проработанными врагами».
Летом 2018 года, благодаря уязвимости в защите Steam Web API, стало известно, что точное количество пользователей сервиса Steam, которые играли в игру хотя бы один раз, составляет 1 863 667 человек.